# Mérges
Mérges ist eine ungarische Gemeinde im Kreis Tét im Komitat Győr-Moson-Sopron.

## Geografische Lage
Mérges liegt 17 Kilometer südwestlich des Komitatssitzes Győr und 11 Kilometer nordwestlich der Kreisstadt Tét am linken Ufer des Flusses Rába.

## Sehenswürdigkeiten

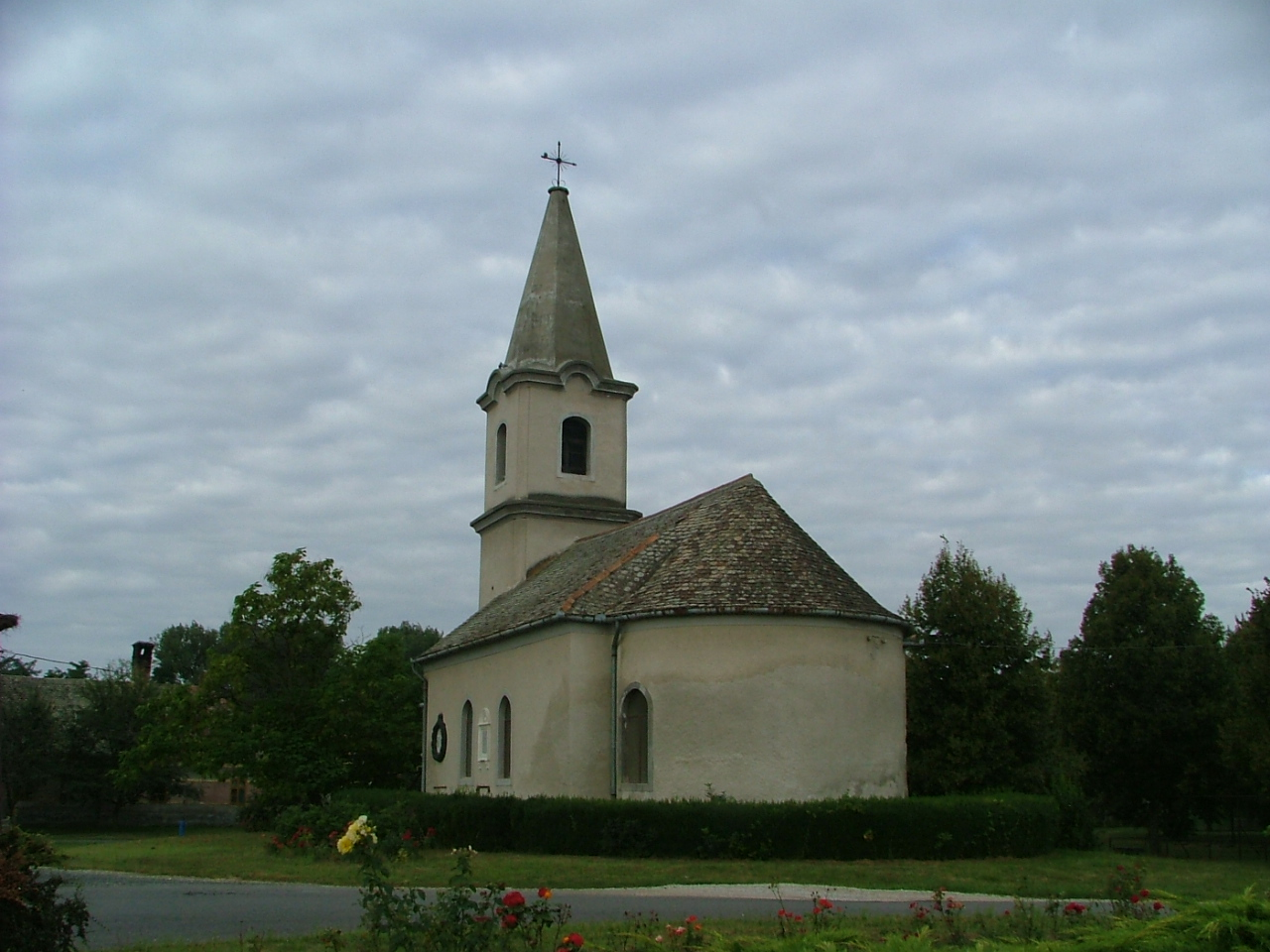
Evangelische Kirche in Mérges

- Evangelische Kirche

## Verkehr
Mérges ist nur über die Nebenstraße Nr. 84129 zu erreichen. Der nächstgelegene Bahnhof befindet sich vier Kilometer nördlich in Enese.